# Apostolar von Sleptsche
Das Apostolar von Sleptsche ist eine Handschrift in altkirchenslawischer Sprache in kyrillischer Schrift aus der Mitte des 12. Jahrhunderts aus Bulgarien oder Mazedonien.
Sie enthält den vollständigen Text der Apostelgeschichte und der Briefe des Neuen Testaments sowie ein Menologion.
Die Handschrift besteht aus 154 Pergamentblättern im Format 1°. Ein Teil der Blätter war vorher mit einem griechischen Text im 10. Jahrhundert beschrieben worden (Palimpsest).
Das Manuskript wurde 1845 durch den russischen Slawisten Wiktor Grigorowitsch im Kloster Sleptsche in Mazedonien gefunden. Es wurde aufgeteilt, heute befinden sich Blätter in Plowdiw, Moskau, Sankt Petersburg, Kiew und an anderen Orten.

## Ausgaben
- Григорий А. Ильинский, Слепченский апостол XII века, Москва 1912